# Ann Blyth
Ann Marie Blyth (ur. 16 sierpnia 1928 w Mount Kisco) – amerykańska aktorka filmowa, teatralna i telewizyjna oraz piosenkarka. Nominowana do Oscara za drugoplanową rolę w filmie Mildred Pierce (1945).

## Życiorys
Ann Blyth urodziła się w Mount Kisco. Jej rodzice rozeszli się krótko po jej narodzinach. Została wychowana przez matkę w wierze katolickiej. Debiutowała rolą w sztuce Watch on the Rhine, która była wystawiana na Broadwayu. Swój pierwszy kontrakt podpisała z wytwórnią Universal Studios w 1944. Jeszcze w tym samym roku nakręciła trzy filmy: Babes on Swing Street (u boku Peggy Ryan), The Merry Monahans (u boku Jacka Oakie) i Chip Off the Old Block (u boku Donalda O’Connora).
W 1945 odniosła swój największy sukces. Zagrała w filmie wytwórni Warner Bros. Mildred Pierce. Rola niesfornej Vady, córki tytułowej bohaterki (granej przez Joan Crawford) przyniosła jej nominację do Oscara dla najlepszej aktorki drugoplanowej. Blyth nie mogła się w pełni cieszyć z sukcesu jaki osiągnęła gdyż podczas pracy na planie doznała poważnego urazu pleców. Mimo to nadal przyjmowała propozycje filmowe.
W 1953 zawarła związek małżeński z doktorem Jamesem McNulty’m. Przez 54 lata trwania małżeństwa Blyth urodziła pięcioro dzieci.
W 1954, podczas rozdania Oscarów, wykonała brawurowo piosenkę „Secret Love” autorstwa Doris Day z filmu Calamity Jane. Na specjalną uwagę zasługuje fakt, iż Blyth była wtedy w siódmym miesiącu ciąży.
Występowała w serialu Prawo Burke’a (1964–1965).
Posiada swoją własną gwiazdę w Hollywoodzkiej Alei Sław.